# كريستوفر هوبز
كريستوفر هوبز (بالإنجليزية: Christopher Hobbs)‏ هو ملحن بريطاني، ولد في 9 سبتمبر 1950 في هيلينغدون ‏ في المملكة المتحدة.

## وصلات خارجية
- كريستوفر هوبز على موقع ميوزك برينز (الإنجليزية)
- كريستوفر هوبز على موقع ديسكوغز (الإنجليزية)